# Central nuclear d'Ascó
La central nuclear d'Ascó és una central nuclear de segona generació situada a la Ribera d'Ebre (província de Tarragona), entre les localitats d'Ascó i Flix; i al marge dret del riu Ebre. La central dista 65 kilòmetres de Lleida i es troba a uns 110 quilòmetres de la desembocadura de l'Ebre.
Aquesta central nuclear està formada per dos reactors nuclears: Ascó I i Ascó II. El primer reactor va començar a operar el 10 de desembre de 1984 i el segon el 8 de març de 1986. Els reactors tenen una potència de 1.032,5 MW i 1.027,2 MW. Ambdós són reactors tèrmics d'aigua a pressió, és a dir, de tipus PWR. El seu sistema de refrigeració capta aigua del riu Ebre i consta de torres naturals i forçades.
El 2021 el Consell de Seguretat Nuclear va decidir allargar la vida útil de la central fins al 2029 en el cas d'Ascó I i el 2030 per a Ascó II. Superant els 40 anys pels quals estaven dissenyats els reactors.

## Història
L'energia nuclear es va començar a utilitzar a Catalunya l'any 1974 amb la posada en marxa de la central nuclear de Vandellòs (Vandellòs i l'Hospitalet de l'Infant, Baix Camp). Durant la dècada dels vuitanta es va consolidar amb la construcció de tres nous reactors, dos a Ascó (Ribera d'Ebre) i un altre a Vandellòs. L'Associació Nuclear Ascó-Vandellòs (ANAV), una agrupació d'empreses formada pel Grup Endesa i Iberdrola, és des d'aleshores l'encarregada de l'explotació de les centrals.
La construcció de les centrals nuclears Ascó I i Ascó II va durar més de 10 anys. El 1974 es va atorgar el permís de construcció a Ascó I i un any després a Ascó II. Després de la concessió dels permisos, van començar les obres de la central.
El llarg procés de construcció de les centrals va començar amb l'adequació de les més de 250 hectàrees de terra. Durant mesos, excavadores i camions van treballar per anivellar el terreny, transportant terra d'un lloc a l'altre. El següent pas va ser començar a construir els edificis.
És en aquesta fase quan arriben nombrosos treballadors especialitzats de tot Espanya: encofradors, mecànics, enginyers, soldadors, etc.
No va ser fins al mes de juny de 1983 que es va sincronitzar el reactor de la unitat 1 per primera vegada, si bé la seva operació comercial no va arribar fins al desembre de 1984. Per la seva part, el segon grup es va connectar per primera vegada l'octubre de 1985 i va iniciar l'operació comercial el març de 1986.

## Gestió

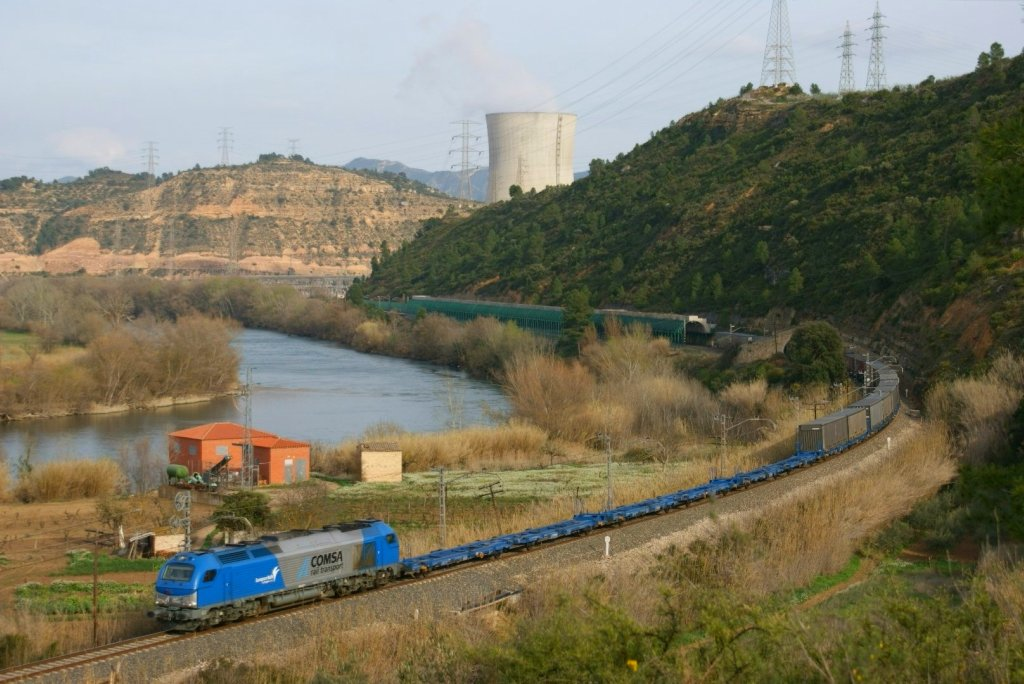
El tren paperer Silla -> El Espartal al seu pas pel terme municipal de Flix amb la xemeneia de condensació de la nuclear d'Ascó de fons i vorejant el riu Ebre.

La central nuclear d'Ascó, igual que la de Vandellòs, és gestionada per l'Associació Nuclear Ascó-Vandellòs II, A.I.E (ANAV), que està participada per Endesa i Iberdrola. El reactor I de la central d'Ascó és gestionat al 100% per Endesa, i el II en un 85% per Endesa i un 15% per Iberdrola.
ANAV és l'agrupació de dues companyies que gestionaven independentment el funcionament de Vandellòs II i de les dues centrals d'Ascó. Aquesta agrupació produeix anualment més de 24.000 milions de quilowatts hora d'electricitat, el que suposa aproximadament el 50% de l'energia elèctrica consumida a Catalunya.
La unitat 1 va superar la producció històrica de 300 TWh el maig de 2024, fet només superat a Espanya per la central nuclear de Cofrents (València) i les dues unitats de la d'Almaraz (Càceres).

## Impacte ambiental
En l'avaluació d'impacte ambiental publicada el 2011, favorable a la construcció d'un magatzem de residus radioactius en la pròpia central, es van assenyalar els elements ambientals significatius de l'entorn del projecte.
No s'ubica en cap espai natural protegit, ni de la Xarxa Natura 2000, ni protegits per lleis nacionals o autonòmiques. Els espais protegits més propers són el Lloc d'Importància Comunitària Riberes i Illes de l'Ebre, i el LIC i ZEPA Serra de Montsant-Pas de l'Ase, situats a més de 2,8 km al nord i a una mica més de 2 km al sud de la central. Una mica més de 2 km al sud de la zona es localitzen les àrees importants per a la conservació de les aus (IBA) Serra del Montsant i de Prades i Ports de Beseit-Muntanya Turmell.5
A l'entorn de la central no hi ha cap espècie de planta protegida, sensible, endèmica o amenaçada.
Pel que fa a la fauna, la parcel·la es troba dins l'àrea de l'àliga cuabarrada (Hieraaetus fasciatus) i la comunitat d'amfibis alberga espècies com el gripau corredor (Bufo calamita), tòtil (Alytes obstetricans) o gripau d'esperons (Pelobates cultripes).

### Reserva de la Biosfera Comarques de l'Ebre
El 2012 el consell internacional de coordinació del programa Man and Biosphere de la Unesco va paralitzar la candidatura de les comarques de l'Ebre com a reserva de la biosfera per l'existència de la central nuclear d'Ascó. El projecte s'haurà de modificar per excloure els "territoris nuclears" si es vol evitar el rebuig definitiu a la candidatura.

## Successos
2005
El 2004 la Central nuclear d'Ascó I i II, va notificar una totalitat de 14 successos dels quals 5 van provocar la parada automàtica del reactor, el succés més destacable va ser el de 6 de juny de 2004.
6 de juny de 2004, es va declarar estat de “prealerta d'emergència”, a causa de la parada de les bombes d'aportació d'aigua per a la refrigeració del nucli del reactor, això va ser causat pel mal funcionament del subministrament elèctric.
2007
El 29 de maig de 2007, es van declarar inoperables una motobomba i la turbobomba d'aigua d'alimentació auxiliar. Es va procedir a aturar la planta. La causa del cabal inferior al previst era que una volandera metàl·lica estava obstruint el pas de cabal. El succés va ser classificat de Nivell 1 de l'Escala INES (ref.8)
2007 / 2008
El 4 d'abril de 2008 es va detectar una fuita radioactiva. Aquesta fuita es va produir durant la recàrrega de combustible del reactor I al novembre del 2007.
Durant aquesta operació de recàrrega es transporten barres de combustible nuclear a través d'uns tubs. Aquests tubs són netejats amb aigua. Aquesta neteja fa que es generin tolls d'aigua al terra que són netejats amb una màquina especial. Aquesta aigua acumula més material radioactiu i és abocada a un bidó, però en aquest cas no va ser així, i va ser abocada a la piscina de combustible, on estava en marxa el sistema de ventilació. Per tant, es van contaminar accidentalment els sistemes de ventilació de l'edifici de combustible. Un cop detectat aquest fet es van posar en marxa els sistemes de ventilació d'emergència i es va procedir a descontaminar una part dels conductes de ventilació. Un cop es van tornar a posar en marxa novament els sistemes de ventilació, es va provocar l'emissió accidental de partícules radioactives a l'exterior de l'edifici.
A principi del març del 2008, durant uns controls rutinaris, l'ANAV va detectar la presència de partícules radioactives a l'exterior de la planta. L'Associació va relacionar la troballa amb l'incident del mes de novembre i, a començament d'abril, en va informar el CSN. Pocs dies després l'organització ecologista Greenpeace va denunciar els fets davant de l'opinió pública i el CSN els va reconèixer públicament.
En un primer moment, el Consell va qualificar el succés amb el nivell 1 de l'escala INES, però el 14 d'abril es va elevar al nivell 2 en considerar que l'ANAV havia dut a terme un control inadequat del material radioactiu i que havia proporcionat durant mesos una informació incompleta i deficient a l'organisme regulador. Per tant, aquest succés, va passar a ser un dels quatre successos més greus, causats per una central nuclear a Espanya.
Durant el mes de juny la central es va aturar per efectuar una revisió i una descontaminació exhaustiva d'acord amb els criteris del CSN.
El 13 de desembre de 2008 es notifica l'equilibrat erroni d'un cabalímetre d'aigua que permet el subministrament a un generador de vapor.
2009
El 10 d'octubre de 2009 es procedeix a l'aturada del reactor II, per la substitució d'uns coixinets en mal estat dels motors dièsel d'emergència. Aquests motors tenen la finalitat de garantir el subministrament d'energia elèctrica a la central en cas que aquesta no pugui comptar amb el subministrament exterior.
Un altre succés notificable produït l'any 2009 va ser la no realització de la ronda rutinària de vigilància contra incendis durant un dia i mig a la zona de l'edifici d'auxiliars. Aquestes rondes tenen una gran rellevància i són d'acompliment obligat, per poder detectar possibles incendis.
2011
El 21 de gener de 2011, es van realitzar moviments indeguts d'unes comportes per tenir un pes superior a l'admès. El fet no va tenir impacte en les persones ni en el medi ambient i va ser categoritzat com nivell 1 (INES).
2012
El 20 de juny un dels successos notificables més importants va ser la reducció de potència d'un 65% del reactor I, causat per una avinguda massiva d'algues al riu Ebre, que va afectar la presa d'aigua del riu per al sistema de refrigeració del reactor.
2015
El 29 de setembre de 2015, es va detectar l'eficiència del carbó actiu dels trens de filtrat de les unitats d'extracció de l'edifici de penetracions elèctriques i mecàniques del reactor I, per tant es van haver de substituir.

## Característiques i dades tècniques[16]
Ascó I
| Propietari                          | ENDESA Generación                                                                         |
| Operador                            | Associació Nuclear Ascó-Vandellós II, A.I.E.                                              |
| Direcció                            | Avinguda de les Centrals, s/n 43791 Ascó (Tarragona) Tel.: 977 41 50 00 Fax: 977 40 51 81 |
| Permís de construcció               | 16 de maig de 1974                                                                        |
| Càrrega de combustible              | 31 de juliol de 1982                                                                      |
| Primera criticitat                  | 17 de juny de 1983                                                                        |
| Primer acoblament                   | 29 d'agost de 1983                                                                        |
| Operació comercial                  | 10 de desembre de 1984                                                                    |
| Potència elèctrica bruta            | 1.032,5 MW                                                                                |
| Potència elèctrica neta             | 995,8 MW                                                                                  |
| Tipus de reactor                    | PWR                                                                                       |
| Disseny                             | Westinghouse                                                                              |
| Potència Tèrmica                    | 2.953,8 MWt                                                                               |
| Subministrador                      | NSSS Westinghouse                                                                         |
| Quantitat de llaços de refrigeració | 3                                                                                         |
| Combustible                         | UO2 sinteritzat                                                                           |
| Quantitat d'elements combustibles   | 157                                                                                       |
| Quantitat de barres de control      | 48                                                                                        |
| Font de la refrigeració             | Ebre                                                                                      |

Ascó II
| Propietari                          | ENDESA Generación (85%) IBERDROLA Generación (15%)                                        |
| Operador                            | Associació Nuclear Ascó-Vandellós II, A.I.E.                                              |
| Direcció                            | Avinguda de les Centrals, s/n 43791 Ascó (Tarragona) Tel.: 977 41 50 00 Fax: 977 40 51 81 |
| Permís de construcció               | 7 de març de 1975                                                                         |
| Càrrega de combustible              | 1 de maig de 1985                                                                         |
| Primera criticitat                  | 11 de setembre de 1985                                                                    |
| Primer acoblament                   | 23 d'octubre de 1985                                                                      |
| Operació comercial                  | 31 de març de 1986                                                                        |
| Potència elèctrica bruta            | 1.027,2 MW                                                                                |
| Potència elèctrica neta             | 991,7 MW                                                                                  |
| Tipus de reactor                    | PWR                                                                                       |
| Disseny                             | Westinghouse                                                                              |
| Potència Tèrmica                    | 2.953,8 MWt                                                                               |
| Subministrador                      | NSSS Westinghouse                                                                         |
| Quantitat de llaços de refrigeració | 3                                                                                         |
| Combustible                         | UO2 sinteritzat                                                                           |
| Quantitat d'elements combustibles   | 157                                                                                       |
| Quantitat de barres de control      | 48                                                                                        |
| Font de la refrigeració             | Ebre                                                                                      |